# Lorne Loomer
Lorne Kenneth Loomer (Victoria, Brit Columbia, 1937. március 11. – Victoria, Brit Columbia, 2017. január 1.) olimpiai bajnok kanadai evezős.

## Pályafutása
Az 1956-os melbourne-i olimpián aranyérmes lett a kormányos nélküli négyes versenyszámban társaival, Archibald McKinnonnal, Walter D'Hondttal és Donald Arnolddal.

## Sikerei, díjai
- Olimpiai játékok
  - aranyérmes: 1956, Melbourne (kormányos nélküli négyes)